# Kelsey Piper
Kelsey Piper est une journaliste américaine et rédactrice chez Vox, où elle écrit pour la chronique Future Perfect, qui couvre différents sujets dans une perspective d'altruisme efficace. Alors qu'elle fréquentait l'Université Stanford, elle a fondé et dirigé l'organisation étudiante Stanford Effective Altruism. Piper blogue sur The Unit of Caring.

## Éducation et carrière
Vers 2010, alors qu'elle était au lycée, Piper a développé un intérêt pour les mouvements rationalistes et altruistes efficaces. Elle a ensuite étudié à l'Université Stanford, où elle s'est spécialisée en systèmes symboliques. À Stanford, elle est devenue membre de Giving What We Can, s'engageant à reverser 30 % de son revenu à vie à des œuvres caritatives, et a fondé l'organisation étudiante Stanford Effective Altruism. Après avoir obtenu son diplôme de Stanford en 2016, Piper a travaillé comme chef de l'équipe de rédaction à Triplebyte, jusqu'à ce qu'elle parte rejoindre Vox en tant que rédactrice.

## Futur Perfect
Depuis 2018, Piper écrit pour la rubrique Future Perfect dans Vox, qui couvre « les problèmes les plus critiques du moment à travers le prisme d'un altruisme efficace ». Piper est préoccupée par les risques catastrophiques de catastrophe planétaire, et considère le journalisme comme un moyen de vulgariser ces risques et les moyens de les atténuer, ce qui s'inscrit dans la préoccupation plus large de l'altruisme efficace de rechercher les interventions les plus efficaces pour améliorer le monde. Piper a soutenu que le XXIe siècle pourrait être le plus décisif de l'histoire humaine, en raison de risques existentiels sans précédent, tels que ceux posés par l'intelligence artificielle avancée et la capacité croissante à créer artificiellement des pandémies. Elle a discuté ce que ça pourrait impliquer pour l'altruisme efficace et son journalisme.
Piper a été parmi les premiers à réagir à la pandémie de COVID-19, discutant du risque d'une grave pandémie mondiale en février 2020 et recommandant des mesures telles que le port de masques et distanciation sociale en mars de la même année,. Depuis, elle a discuté du risque sociétal posé par des prépublications d’études inexactes et a analysé l’impact de la pandémie à l’échelle historique, la considérant comme l’une des dix plus meurtrières de l’histoire de l’humanité.
En mai 2024, Piper rapporte la pratique d'OpenAI exigeant que les employés quittant l'entreprise signent un accord à vie leur interdisant de critiquer OpenAI, ou même de reconnaître l'existence de cet accord. Selon Piper, OpenAI a menacé d'annuler les actions acquises des employés partants (ou indirectement de les empêcher de les vendre) s'ils refusaient de signer l'accord. Sam Altman, PDG d'OpenAI, a affirmé qu'il n'était pas au courant de la clause concernant l'annulation des actions. Piper a ensuite publié des documents et des courriels divulgués contestant cette affirmation.